# MIF (biologie)
Pour les articles homonymes, voir MIF.
Le MIF (Macrophage migration inhibitory factor) est une protéine de type cytokine. Il a, entre autres, un rôle dans l'immunité avec une action protectrice sur les cellules cardiaques. Son gène est MIF situe sur le chromosome 22 humain.

## Actions
Comme son nom l'indique, la première fonction décrite est une inhibition de la migration des macrophages. Il permet également l'activation des lymphocytes T.
Il est exprimé dans toutes les cellules. Il inhibe la fonction du P53 et active la voie des MAPK.
Il joue sur la réponse inflammatoire et le système immunitaire. Sa production est augmentée dans les macrophages lorsque le taux de glucocorticoïdes est bas. 
Sur un modèle animal d'ischémie myocardique, il active la protéine kinase AMP-dépendante permettant une meilleure protection des cellules cardiaques. Il inhibe la voie du JNK. Son relargage est cependant diminué avec le grand âge. L'activité du MIF est augmentée par nitrosylation d'une cystéine en position 81.
Au niveau de l'endothélium vasculaire, son expression est stimulée par les lipopolysaccharides. 

## En médecine
Le MIF est impliqué dans le sepsis, les maladies auto-immunes, les maladies vasculaires les maladies rhumatismales inflammatoires ainsi que dans la polykystose rénale type dominant.